# Erythrophaia
Erythrophaia là một chi bướm đêm thuộc họ Noctuidae.